# Hamilton, Ohio
Hamilton är en stad i den amerikanska delstaten Ohio med en yta av 57,2 km² och en folkmängd, som uppgår till 63 399 invånare (2020). Hamilton är administrativ huvudort i Butler County, Ohio. Staden har fått sitt namn efter USA:s första finansminister Alexander Hamilton.

## Kända personer födda i Hamilton
- Fannie Hurst, författare
- Eugene Millikin, politiker
- Steve Morse, gitarrist
- Roger Troutman, sångare i Zapp
- Scott Walker, sångare i The Walker Brothers